# André Reverchon
Pour les articles homonymes, voir Reverchon.
André Reverchon, né à Lyon le 22 avril 1808 et mort à Montreuil le 16 avril 1889, est un peintre lyonnais.

## Biographie
Claude André Reverchon est le fils d'André Reverchon et de Jeanne Marie Pierou. Son frère aîné Jean Claude Hector Reverchon (1796-1851) est maître de dessin à l'École vétérinaire de Lyon.
André Reverchon étudie aux écoles des beaux arts de Lyon et de Paris avant d'exposer régulièrement au Salon de peinture et de sculpture entre 1822 et 1883. Le musée du prieuré Saint-Martin-des-Champs à Paris, le musée des Beaux-Arts de Lyon et la Tomaselli Collection possèdent des huiles sur toile de l'artiste.
L'artiste appartient à l’école de Lyon du XIXe siècle.
En 1854, il épouse à Paris Alexandrine Hirmat Mouraux.
Il meurt en avril 1889 à l'âge de 80 ans. Il est inhumé au cimetière de Montreuil.

## Œuvres exposées aux Salons parisiens
- Caïn avant le meurtre d’Abel, au Salon de 1822
- Fragmens d'un ouvrage sur l'ostéologie et la myologie du cheval, au Salon de 1824
- Un ménage rustique, au Salon de 1824
- Louis XVI et Cléry dans la tour du Temple, au Salon de 1827
- Portrait de femme, au Salon de 1839
- Le trajet fatal, au Salon de 1840
- Affranchissement d’un esclave en présence de saint Just, évêque de Lyon (IVe siècle), au Salon de 1846
- Portrait de M. M., au Salon de 1847
- Portrait de Mme F., au Salon de 1847
- Martyre de saint Hippolyte, au Salon de 1847
- Portrait de M. V., au Salon de 1847
- Portrait d’homme, au Salon de 1853
- Odalisque revenant du bain, au Salon de 1857
- Portrait, au Salon de 1859
- Les cerises, au Salon de 1861
- Pour ma mère, s’il vous plaît, au Salon de 1861
- Portrait, au Salon de 1864
- Portrait de M. Vaïsse, sénateur, administrateur du département du Rhône, de 1853 à 1864, au Salon de 1865
- Une centenaire, au Salon de 1865
- Jeune fille consultant une marguerite, au Salon de 1866
- Portrait de M. Felix Escoffier, entrepreneur de la manufacture d’armes, à Saint-Etienne, au Salon de 1866
- Le portrait de la grand’mère, au Salon de 1868
- Portrait d’homme, au Salon de 1869
- Portrait de M. Rullière, curé de la Madeleine, à Tarare (Rhône), au Salon de 1870
- Une pauvre femme, au Salon de 1872
- Misères de la guerre, au Salon de 1874
- Portrait de M. R., au Salon de 1875
- Sentinelle blessée, au Salon de 1876
- Le caporal Pierre Maubonne sauve le jeune Paul Sannoy ; deux soldats emportent la mère mourante (Jura, 1870), au Salon de 1877
- Franc-tireur blessé à mort, au Salon de 1879
- Portrait de Mme L., au Salon de 1880
- Bonne maman, au Salon de 1881
- Dernière pensée, au Salon de 1881
- La croix du chemin ; départ pour la guerre, au Salon de 1882
- Un clair de lune, au Salon de 1883